# Giống vật nuôi
Giống vật nuôi là những vật nuôi có cùng nguồn gốc, có đặc điểm chung, tính di truyền ổn định và đạt đến số lượng cá thể nhất định.

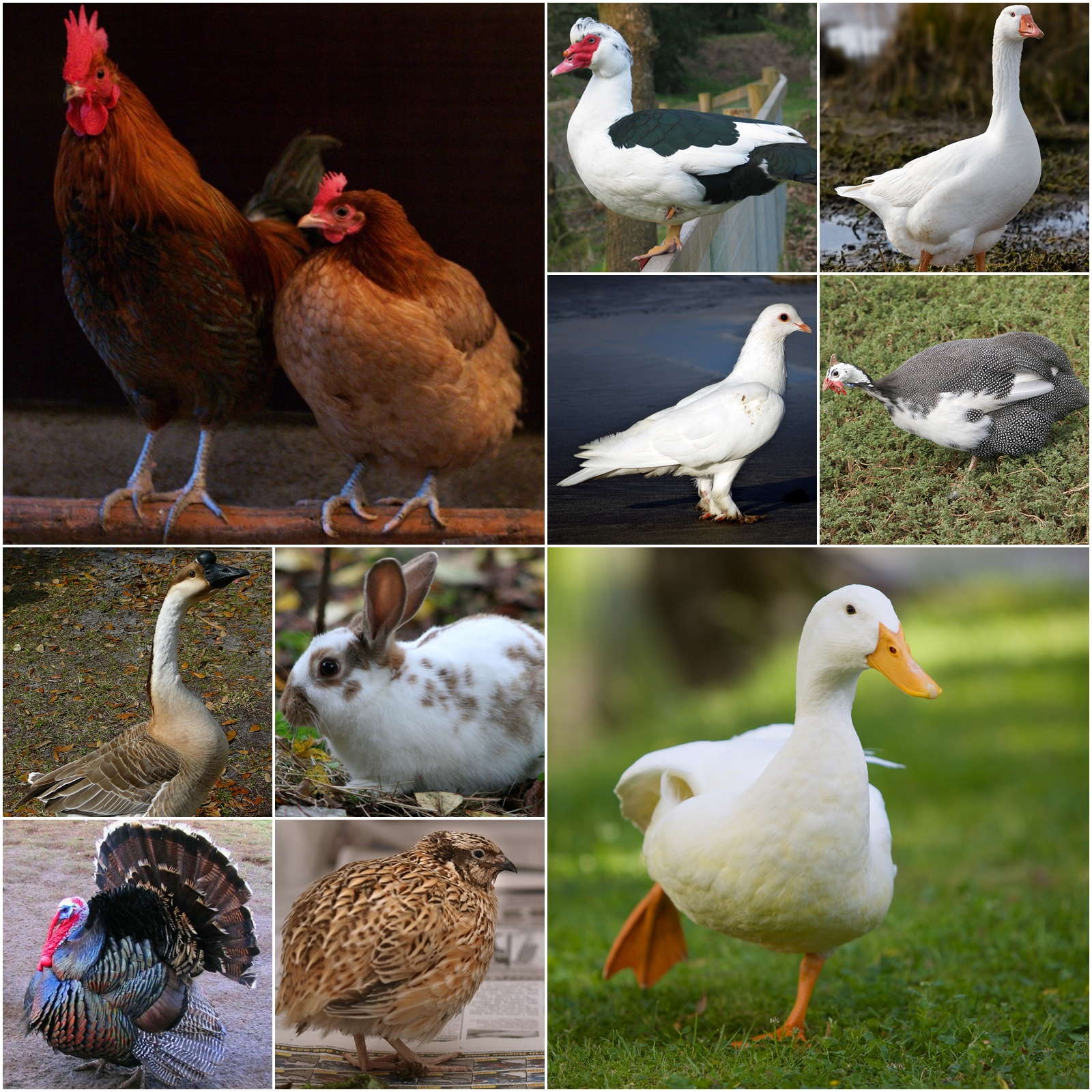
Một số giống vật nuôi tại Việt Nam

## Phân loại
Giống vật nuôi được nuôi được phân loại theo:
- Theo nguồn gốc của giống.
- Theo mức độ tiến hoá của giống.
- Theo hướng sản xuất.

## Điều kiện
Để là giống vật nuôi, phải có những điều kiện sau:
- Có nguồn gốc, lịch sử hình thành rõ ràng
- Có đặc điểm riêng biệt của giống, các đặc điểm này khác biệt với các giống khác.
- Di truyền một cách tương đối ổn định cho đời sau.
- Đạt đến một số lượng cá thể nhất định và có địa bàn phân bố rộng.
- Được hội đồng giống quốc gia công nhận là một giống
- Thuần chủng, không pha tạp